# Ingrid Pitt
Ingrid Pitt (nascuda Ingoushka Petrov; 21 de novembre de 1937 - 23 de novembre de 2010) va ser una actriu i escriptora britànica-polonesa més coneguda pel seu treball al cinema de terror de la dècada de 1970.

## Primers anys
Ingushka Petrov va néixer a Varsòvia, Polònia, una de les dues filles d'un pare d'origen jueu alemany i d'una mare jueva polonesa. Durant la Segona Guerra Mundial, ella i la seva mare van ser empresonades al camp de concentració de Stutthof a Sztutowo, Ciutat Lliure de Danzig (actual comtat de Nowy Dwór Gdański, Voivodat de Pomerània, Polònia) però va escapar. A Berlín, a la dècada de 1950, Ingoushka es va casar amb un soldat estatunidenc, Laud Roland Pitt Jr., i es va traslladar a Califòrnia. Després que el seu matrimoni fracassés, va tornar a Europa, però després d'un petit paper en una pel·lícula, va prendre el nom artístic abreujat "Ingrid Pitt", conservant el cognom del seu antic marit, i es va dirigir a Hollywood, on va treballar com a cambrera mentre intentava fer carrera al cinema.

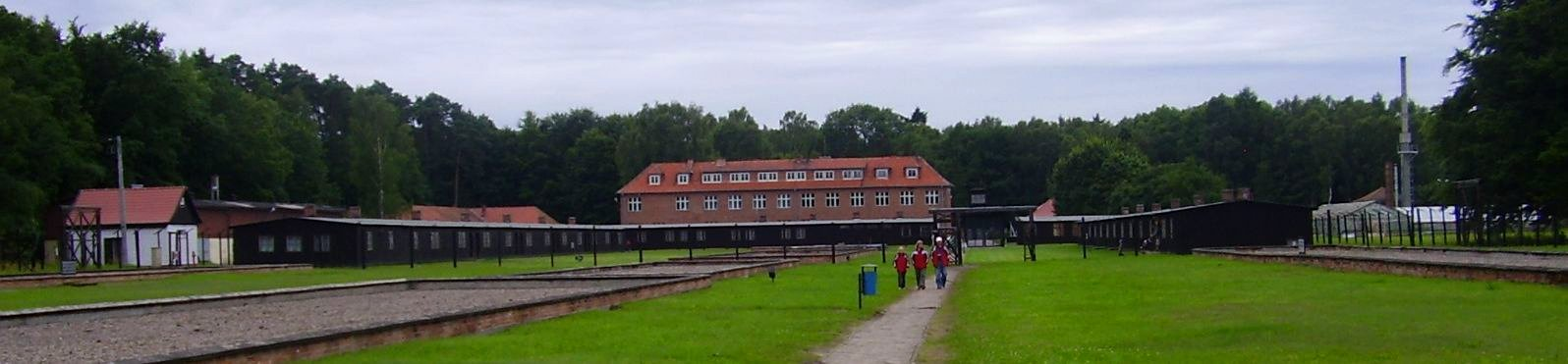
El Camp de concentració de Stutthof de l'Alemanya nazi, prop de Danzig (actual Gdansk), Polònia, on la supervivent de l'Holocaust Ingrid Pitt i la seva família van ser detinguts durant tres anys, i després van escapar. Ara és un museu commemoratiu.

## Carrera d'actuació
A principis de la dècada de 1960, Pitt va ser membre del prestigiós Berliner Ensemble, sota la direcció de la vídua de Bertolt Brecht, Helene Weigel. El 1965, va fer el seu debut cinematogràfic a Doctor Jivago, interpretant un paper menor. El 1968, va protagonitzar la pel·lícula de ciència-ficció de baix pressupost The Omegans i, el mateix any, va interpretar l'espia britànica Heidi Schmidt a El desafiament de les àguiles al costat de Richard Burton i Clint Eastwood.
Ingrid Pitt va aparèixer com a reina Galleia de Atlantis a The Time Monster, que va ser la cinquena sèrie de la novena temporada de Doctor Who, emesa en sis parts setmanals del 20 de maig al 24 de juny de 1972. Va tornar a Doctor Who com a Dr. Solow a Warriors of the Deep, que va ser la primera sèrie de la 21a temporada de la sèrie, emès en quatre parts dues vegades per setmana del 5 al 13 de gener de 1984. Pitt també apareix al segon episodi de la sèrie de culte de curta durada de l'ITC The Zoo Gang, "Mindless Murder" (12 d'abril de 1974).

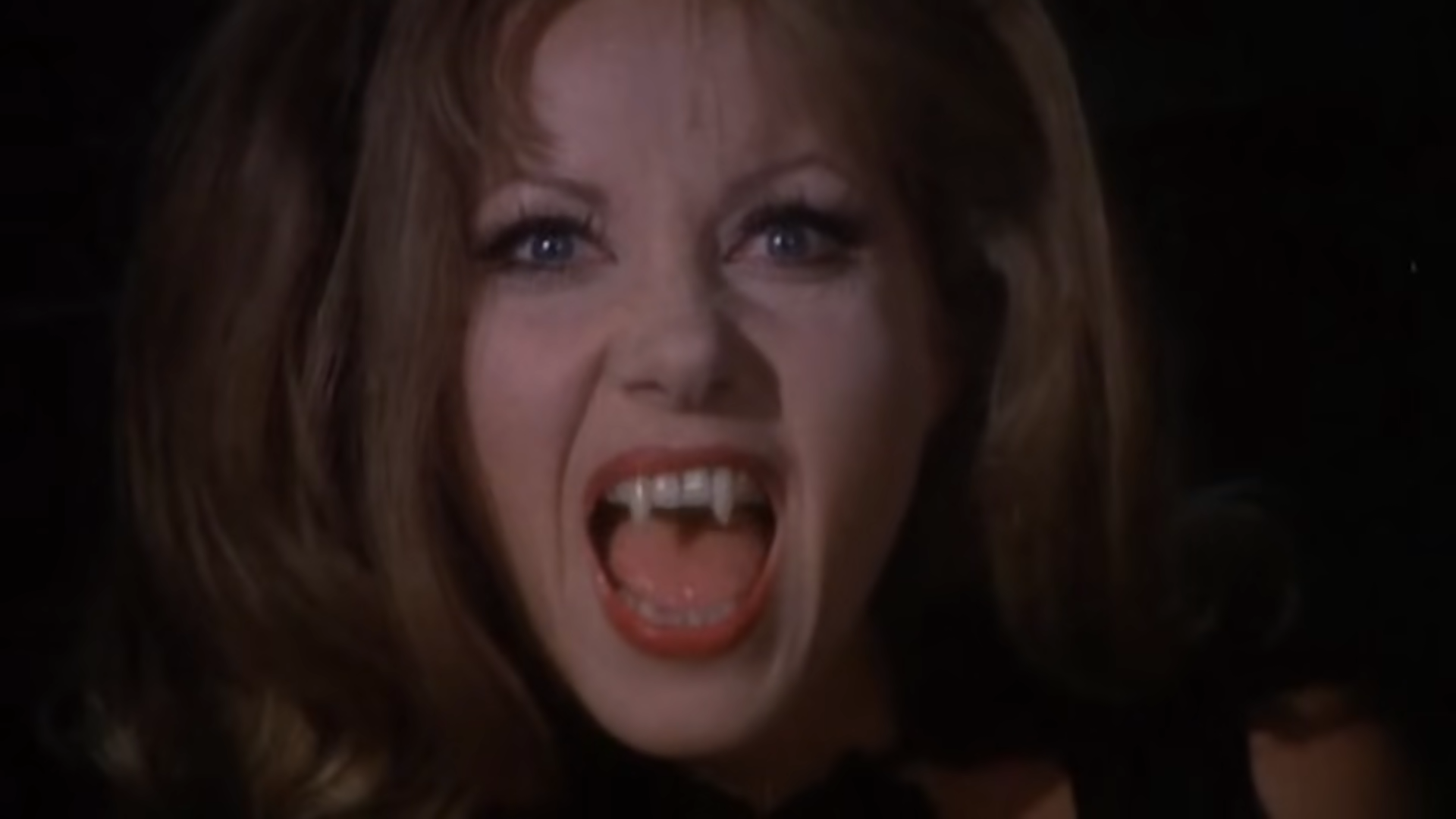
Pitt a The House That Dripped Blood

El seu treball amb Hammer Film Productions la va elevar a l'estatus de figura de culte. Va interpretar a Carmilla/Mircalla a The Vampire Lovers (1970), basada en la novel·la de Joseph Sheridan Le Fanu, Carmilla, i va interpretar el paper principal a La comtessa Dràcula (1971), basat en les llegendes sobre la comtessa Elizabeth Báthory. Pitt també va aparèixer a la pel·lícula d'antologia de terror d'Amicus The House That Dripped Blood (1971) i va tenir un petit paper a The Wicker Man (1973).
A mitjans de la dècada de 1970, va aparèixer al jurat del programa de talent britànic ITV New Faces.
Durant la dècada de 1980, Pitt va tornar al cinema i la televisió convencionals. El seu paper de Fraulein Baum a la BBC Playhouse de 1981 Unity, que és denunciada com a jueva per Unity Mitford (Lesley-Anne Down), estava incòmode per la proximitat amb les seves experiències de la vida real. La seva popularitat entre els amants del cinema de terror la va fer demanar aparicions com a convidada a convencions de terror i festivals de cinema. Altres pel·lícules en què Pitt ha aparegut fora del gènere de terror són: Who Dares Wins (1982) (o The Final Option), Wild Geese II (1985) i Hanna's War (1988). Generalment escollit com un dolent, els seus personatges sovint morien horriblement al final del rodet final. "Ser l'antiheroi és fantàstic: sempre són papers als quals pots clavar les dents".
En aquesta època, el món del teatre també va cridar l'atenció. Pitt va fundar a la seva pròpia companyia teatral ambulant i va protagonitzar exitoses produccions escèniques del clàssic d’ Alfred Hitchcock de 1954, Crim perfecte, Duty Free (o Don't Bother to dress) i Woman of Straw. També va aparèixer en moltes sèries de televisió al Regne Unit i als Estats Units; entre ells Ironside, Dundee and the Culhane i Smiley's People.
El 1998, Pitt va narrar l'àlbum Cruelty and the Beast de Cradle of Filth, tot i que la seva narració es va fer estrictament en el personatge com la comtessa Elizabeth Báthory, com ella va retratar a La comtessa Dràcula.
L'any 2000, Pitt la va fer tornar a la pantalla gran a The Asylum, protagonitzada per Colin Baker i Patrick Mower i dirigida per John Stewart. El 2003, Pitt va donar veu al paper de Lady Violator a la producció de Renga Media Dominator. La pel·lícula va ser la primera pel·lícula d'animació imatges generades per ordinador del Regne Unit.
Després d'un període de malaltia, Pitt va tornar a la pantalla per l’homenatge a Hammer Films-Mario Bava homenatge Sea of Dust (2008).
Se suposa que Pitt també havia de fer un cameo a Beyond the Rave (2008) com la mare sense nom del personatge del traficant de drogues Tooley interpretat per Steve Sweeney. Aquesta sèrie de terror, que va marcar el retorn de Hammer Films, es va publicar al lloc web MySpace tenia l'escena del cameo de Pitt filmada per a l'episodi 3, però es va ometre en el tall final. Malgrat això, Pitt va aparèixer per error als crèdits de l'episodi com "la mare de Tooley" com si encara hi estigués. L'escena s'inclou com a extra al DVD.

## Vida personal
Pitt es va casar tres vegades: Laud Roland Pitt Jr, un soldat estatunidenc; George Pinches, un executiu de cinema britànic; i Tony Rudlin, escriptor i pilot de cotxes de carreres. La seva filla del seu primer matrimoni, Steffanie Pitt-Blake, també és actriu i té una néta, Sofia Blake.
Tenia passió pels avions de la Segona Guerra Mundial. Després de revelar-ho en un programa de ràdio, va ser convidada pel museum a la RAF Duxford per fer un vol en un bombarder Lancaster. Tenia una llicència de pilot estudiant i cinturó negre de karate.

## Mort
Pitt va morir d'insuficiència cardíaca congestiva en un hospital del sud de Londres el 23 de novembre de 2010, dos dies després del seu 73è aniversari.

## Llegat projectat
Set mesos abans de morir, Pitt va acabar la narració per Ingrid Pitt: Beyond the Forest (2011), un curtmetratge d'animació sobre la seva experiència en l'Holocaust, un projecte que portava cinc anys en marxa. El disseny de personatges i els storyboards van ser creats pel cineasta Bill Plympton, nominat en dues ocasions a l'Oscar. La pel·lícula està dirigida per Kevin Sean Michaels; coproduït i coescrit per Jud Newborn, expert de l'Holocaust i autor de "Sophie Scholl and the White Rose"; i dibuixat per l'animador de 10 anys, Perry Chen. A continuació hi haurà un llargmetratge documental, també de Michaels.

## Filmografia
| Any  | Títol                         | Paper                                    | Notes                  |
| ---- | ----------------------------- | ---------------------------------------- | ---------------------- |
| 1965 | Doctor Jivago                 |                                          | No acreditada          |
| 1965 | Campanades a mitjanit         |                                          | No acreditada          |
| 1966 | Un beso en el puerto          | Dorothy                                  |                        |
| 1966 | Sound of Horror               | Sofia Minelli                            |                        |
| 1966 | Golfus de Roma                | Cortesana                                | No acreditada          |
| 1968 | El desafiament de les àguiles | Heidi                                    |                        |
| 1968 | The Omegans                   | Linda                                    |                        |
| 1970 | The Vampire Lovers            | Marcilla / Carmilla / Mircalla Karnstein |                        |
| 1971 | La comtessa Dràcula           | Comtessa Elisabeth Nádasdy               |                        |
| 1971 | The House That Dripped Blood  | Carla Lind                               | (segment: "The Cloak") |
| 1972 | Nobody Ordered Love           | Alice Allison                            | Pel·lícula perduda     |
| 1973 | The Wicker Man                | Llibretera                               |                        |
| 1982 | Who Dares Wins                | Helga                                    |                        |
| 1983 | Octopussy                     | Gallery Mistress                         | Veu; No acreditada     |
| 1985 | Wild Geese II                 | Prostituta                               |                        |
| 1986 | Parker                        | Vídua                                    |                        |
| 1985 | Underworld                    | Pepperdine                               |                        |
| 1988 | Hanna's War                   | Margit                                   |                        |
| 2000 | Green Fingers                 | Mrs. Bowen                               | Curtmetratge           |
| 2000 | The Asylum                    | Isobella                                 |                        |
| 2003 | Dominator                     | Lady Violator                            | Veu                    |
| 2006 | Minotaur                      | The Sybil                                |                        |
| 2008 | Beyond the Rave               | Tooley's Mum                             | Direct-to-video        |
| 2008 | Sea of Dust                   | Anna                                     |                        |

| Any  | Títol                  | Paper              | Notes                                   |
| ---- | ---------------------- | ------------------ | --------------------------------------- |
| 1967 | Dundee and the Culhane | Tallie Montreaux   | Episodi: "The 1000 Feet Deep Brief"     |
| 1967 | Ironside               | Irene Novas        | Episodi: "The Fourteenth Runner"        |
| 1972 | Jason King             | Nadine             | Episodi "Nadine"                        |
| 1972 | Doctor Who             | Galleia            | Episodi: "The Time Monster"             |
| 1973 | The Adventurer         | Elayna             | Episodi: "Double Exposure"              |
| 1974 | The Zoo Gang           | Lyn Martin         | Episodi: "Mindless Murder"              |
| 1975 | Thriller               | Ilse               | Episodi: "Where the Action Is"          |
| 1981 | BBC2 Playhouse         | Fraulein Baum      | Episodi: "Unity"                        |
| 1981 | Artemis 81             | Hitchcock Blonde   | Television film                         |
| 1982 | Smiley's People        | Elvira             | Episodis: temporada 1.1, temporada 1.2; |
| 1983 | The Comedy of Errors   | Courtesan          | Telefilm                                |
| 1984 | Doctor Who             | Dr. Solow          | Episodi: "Warriors of the Deep"         |
| 1984 | The House              | Comtessa Von Eisen | Telefilm                                |
| 1987 | Bulman                 | Laura              | Episodi: "Chicken of the Baskervilles"  |